# Monsters vs. Aliens
Monsters vs. Aliens (bra: Monstros Vs. Alienígenas; prt: Monstros vs. Aliens) é um filme de animação digital estadunidense, lançado em 2009, produzido pela DreamWorks Animation e distribuído pela Paramount Pictures. O filme envolve um grupo de monstros desajustados contratados pelas Forças Armadas dos Estados Unidos para impedir a invasão de um vilão extraterrestre e salvar o mundo em troca de liberdade.
Foi o primeiro longa-metragem da DreamWorks Animation a ser produzido diretamente em formato 3D estereoscópico, em vez de ser convertido em 3D após a conclusão, o que adicionou US$ 15 milhões ao orçamento do filme.
Originalmente previsto para lançamento em 15 de maio de 2009, Monstros vs. Alienígenas foi lançado em 27 de março de 2009 nos Estados Unidos em 2D, RealD 3D, IMAX 3D e 4DX. O filme recebeu críticas geralmente positivas dos críticos e arrecadou US$ 381 milhões em todo o mundo com um orçamento de US$ 175 milhões. Embora não tenha gerado uma sequência, o filme iniciou uma franquia que consiste em um curta-metragem, BOB's Big Break, dois especiais de televisão, "Mutant Pumpkins from Outer Space" e "Night of the Living Carrots", e uma série de televisão estreada em 2013 pela Nickelodeon.

## Sinopse
O filme conta a história de Susan Murphy que, no dia de seu casamento, foi atingida por um meteorito que a fez crescer, chegando a 27 metros de altura. Ela é imediatamente capturada pelo governo e levada para uma instituição secreta, onde será confinada junto com vários monstros.

## Personagens
Montros
- Ginórmica/Susan Murphy (Reese Witherspoon) era uma garota normal até que, no dia do seu casamento, é atingida por um meteorito que possuía Quantônio, a energia mais poderosa do Universo. A partir desse dia passou a ficar gigante (com cerca de 25 - 27 metros), com superforça, cabelos brancos (pois os seus cabelos eram castanhos) e irradiava energia pura. Foi capturada pelo Governo dos Estados Unidos da América e foi-lhe dado o nome de Ginórmica.
- Insectossauro (Conrad Vernon) era uma pequena larva como todas as outras até que o local onde vivia foi atingido por uma bomba atômica cuja radiação o transformou num inseto com cerca de 120 metros e lhe deu a capacidade de disparar seda pelas narinas. Apesar de ter um grande potencial destrutivo (e uma certa atração em destruir Tóquio, clara referência a Godzilla) não deixa de ser o mais querido dos monstros. O seu melhor amigo é o Elo Perdido, personagem que mais o protege e o único que consegue entendê-lo, já que ele fala apenas por ruídos.
- O Elo Perdido (Will Arnett) é um monstro meio-símio e meio-peixe que esteve congelado durante 20000 anos e que só em 1961 foi descongelado por cientistas e capturado pelo Governo dos Estados Unidos da América. Ele tem uma grande força e agilidade e pode respirar debaixo de água e nadar muito depressa. A primeira coisa que ele fez depois de ser descongelado foi aterrorizar as pessoas de Malibu. No final do filme, o seu maior desejo é realizado e ele passa a ser adorado pelas mulheres.
- B.O.B. (Bicarbonato Ostilizeno Benzoato) (Seth Rogen) é o resultado de uma experiência com um tomate de cobertura doce que resultou num ser azul, sem cérebro, com só um olho, indestrutível, totalmente flexível e gelatinoso. B.O.B, por não ter cérebro, é muitas vezes idiota, provocando várias cenas engraçadas durante todo o filme.
- Dr. Barata PHD (Hugh Laurie) é um cientista maluco que tentou criar uma invenção capaz de tornar o seu crânio indestrutível. Mas acabou por ficar com um exoesqueleto fazendo com que a sua cabeça ficasse com a forma da cabeça de uma barata. Apesar de tudo é o homem mais esperto do mundo, um grande amigo e um mestre da dança.

Aliens
- Gallaxhar (Rainn Wilson) é um Alien maligno que está a tentar usar Quantônio para se clonar e dominar a Terra (Por algum motivo, não esclarecido no filme, ele destruiu seu próprio planeta, e por isso quer a Terra).

Humanos
- General Warren R. Monger (Kiefer Sutherland) é o general que protegeu a base onde ficavam os monstros durante vários anos. Durante os créditos, sua idade aparece como 90 anos, embora aparente ser muito mais novo.
- Presidente Hathaway (Stephen Colbert) é o Presidente dos Estados Unidos no filme. É outro personagem que provoca muitas cenas hilárias durante o filme por ser extremamente imbecil (uma delas é quase apertar o botão que despara mísseis nucleares) e cometer inúmeras gafes toda vez que aparece no filme.
- Angelina Petrova é uma senadora russo-americana. Ela impede que Presidente Hathaway aperte o botão que dispara mísseis nucleares. Sua única aparição é na mesa de discussões onde o presidente e o General Monger discutem sobre o plano de Monger. Ela usa um blaser verde-água e um terno por cima.
- Derek Dietl (Paul Rudd) é um repórter de origem alemã, que passa a previsão do tempo da emissora de TV local. Ele era noivo de Susan, mas logo que ela ficou gigante, ele se mostrou ser egoísta e muito interesseiro.
- Carl Murphy (Jeffrey Tambor): o pai superemocional de Ginormica.
- Wendy Murphy (Julie White): a mãe amorosa de Ginormica.
- Katy (Renée Zellweger): uma típica garota humana. Seu encontro com seu namorado Cuthbert é interrompido pela aterrissagem do robô de Gallaxhar.
- Cuthbert (John Krasinski): o namorado de Katie.
- Repórter de notícias (Ed Helms).
- Garota gritando no carro (Bridget Hoffman).

Robôs
- Sonda Robô Um robô que foi mandado para Terra, para capturar o Quantônio. No jogo, uma controversa foi encontrada, quando Elo Perdido pulou em suas pernas, este não foi afetado pelo seu escudo. Fatos dizem que ele tem escudo em todas as partes do corpo, exceto suas pernas.
- Robô Escorpião Um robô de 150 metros, que se assemelha muito a um escorpião (por isso o nome). Apareceu apenas em Monsters Vs Aliens: The Videogame. Dizem que ele apareceu no jogo apenas para que pudesse 'atrasar' o jogador de finalizar o jogo.

## Produção
O filme começou como uma adaptação de uma história em quadrinhos de terror, Rex Havoc, na qual um caçador de monstros, Rex, e sua equipe de especialistas chamada "Ass-Kickers of the Fantastic" lutam contra ghouls, fantasmas e outras criaturas. Em uma sinopse da trama revelada em 2005, Rex deveria reunir uma equipe de monstros, incluindo Ick!, Dr. Barata, a Mulher de 50.000 Libras e Insectossauro, para lutar contra alienígenas por interromper o serviço de TV a cabo. Nos anos seguintes, a história do filme divergiu do Rex Havoc original, com os diretores Conrad Vernon e Rob Letterman criando o enredo do zero.
Cada um dos cinco monstros tem características rastreáveis aos filmes B de ficção científica/terror das décadas de 1950, 1960 e 1970, embora nenhum seja uma mera cópia de um personagem mais antigo. Susan, que chega a medir 27 metros de altura como Ginórmica, foi inspirada em Attack of the 50 Foot Woman, Dr. Cockroach representa The Fly e The Curse of Frankenstein, enquanto B.O.B. é um amálgama de personagens escorregadios e viscosos que apareceram nos filmes, incluindo The Blob e The Crawling Eye. O Insectosaurus, um monstro de 350 pés de altura, é uma homenagem ao filme Kaiju de 1961, Mothra. Segundo Vernon, o Elo Perdido não tem inspiração direta. Ele "apenas representa qualquer coisa pré-histórica que volta à vida e aterroriza as pessoas".
Começando com Monstros vs. Alienígenas, todos os filmes lançados pela DreamWorks Animation foram produzidos em formato 3D estereoscópio, usando a tecnologia InTru3D da Intel, com versões em 2D, RealD 3D, IMAX 3D e 4DX.

## Lançamento

### Marketing
Para promover a tecnologia 3D que é usada em Monsters vs. Aliens , a DreamWorks executou um trailer 3D antes do intervalo na transmissão norte-americana do Super Bowl XLIII em 1 de fevereiro de 2009. Devido às limitações da tecnologia de televisão da época, o ColorCode 3-D os copos foram distribuídos nos estandes da SoBe nas principais mercearias nacionais. Os Monstros, exceto Ginormica e Insectosaurus, também apareceram em um comercial 3D da SoBe que foi ao ar após o trailer. O Bank of America distribuiu vouchers que cobriam o custo de um upgrade para uma exibição do filme em 3D no cinema para seus clientes. 

### Mídia doméstica
Monstros vs. Aliens foi lançado em DVD e Blu-ray nos Estados Unidos e Canadá em 29 de setembro de 2009 e em 26 de outubro de 2009, no Reino Unido. O lançamento caseiro do formato DVD e Blu-ray contém apenas a versão 2D do filme. No entanto, o lançamento vem com um novo curta, B.O.B's Big Break, que está no formato 3D anáglifo que requer óculos vermelhos e ciano. Também estão incluídos quatro pares de óculos 3D. Em 6 de janeiro de 2010, foi anunciado que uma versão 3D seria lançada em Blu-ray. Em 24 de fevereiro, uma data provisória de lançamento em março foi definida para o Reino Unido, onde qualquer pessoa que comprar uma TV 3D Samsung ou um reprodutor Blu-ray 3D receberá uma cópia. Em 8 de março, foi relatado que o Blu-ray 3D seria lançado nos Estados Unidos, também com produtos Samsung 3D, em 21 de março.  Em fevereiro de 2011, 9,0 milhões de unidades de entretenimento doméstico foram vendidas em todo o mundo.  Em julho de 2014, os direitos de distribuição do filme foram adquiridos pela DreamWorks Animation da Paramount Pictures e transferidos para a 20th Century Fox; os direitos agora são propriedade da Universal Pictures após a aquisição da DreamWorks Animation por sua controladora NBCUniversal em 2016 e o término de seu acordo de distribuição com a 20th Century Fox em 2017. 

## Recepção
Avaliações do filme foram, em geral positivas, conquistando 73% no Rotten Tomatoes com base em 218 avaliações, com o consenso da crítica: "Embora não se aproxime da profundidade dos melhores filmes de animação, Monstros vs. Aliens tem humor e efeitos especiais suficientes para entreter os espectadores de todas as idades''. No Metacritic, o filme recebeu a pontuação 56/100, com base em 35 avaliações, indicando uma recepção mista ou média.

## Prêmios e indicações

### Prêmios
Saturn Awards
- Melhor Filme de Animação: 2010

 Annie Awards
- Melhor Storyboarding em uma Produção de Animação: 2010

## Franquia

### Futuro
Apesar de seu sucesso nos Estados Unidos, o CEO da DreamWorks Animation, Jeffrey Katzenberg, disse no Los Angeles Times que uma sequência não seria feita devido ao fraco desempenho do filme em alguns mercados internacionais importantes, dizendo: "Havia consenso suficiente entre nosso pessoal de distribuição e marketing em certas partes do mundo de que 'fazer uma sequência' seria empurrar uma pedra colina acima.". Após o lançamento de Megamente, Katzenberg comentou sobre Shark Tale, Monsters vs. Alienígenas e Megamente: "Todos compartilhavam uma abordagem, tom e ideia de paródia, e não foram bem internacionalmente. Não temos nada parecido na nossa agenda agora.".

### Séries e especiais de televisão
O filme foi seguido por dois especiais de televisão intitulados Monsters vs. Aliens: Mutant Pumpkins from Outer Space e Night of the Living Carrots, respectivamente, e uma série de televisão que começou a ser exibida na Nickelodeon em 23 de março de 2013, e foi cancelada após uma temporada.
1. ↑  AdoroCinema, Monstros Vs. Alienígenas, consultado em 2 de janeiro de 2025
2. ↑  «Monstros vs. Aliens » DigiCartaz». DigiCartaz. Consultado em 2 de janeiro de 2025
3. 1 2  Lieberman, David (26 de abril de 2011). «"DreamWorks Animation fixa esperanças em 'Kung Fu Panda 2' depois que os ganhos do primeiro trimestre diminuem (Em Ingles)». Deadline. Consultado em 24 de fevereiro de 2024. Cópia arquivada em 24 de dezembro de 2013
4. 1 2  «DreamWorks grooming toons». Variety (em inglês). 21 de setembro de 2005. Consultado em 16 de maio de 2024
5. ↑  Torfe, Pat (22 de setembro de 2005). «Rex Havoc's a dream». JoBlo (em inglês). Consultado em 16 de maio de 2024
6. 1 2  Barnes, Brooks (19 de março de 2009). «The Monsters That Inspired 'Monsters vs. Aliens'». The New York Times (em inglês). ISSN 0362-4331. Consultado em 16 de maio de 2024
7. ↑  «INTEL, DreamWorks Animation Form Strategic Alliance to Revolutionize 3-D Filmmaking Technology». Intel Corporation (em inglês). 8 de julho de 2008. Consultado em 16 de maio de 2024
8. ↑  Finke, Nikki (19 de março de 2009). «"Bailed Out Bank Of America pagando consumidores para ver filmes de Hollywood" (Em Ingles)». Deadline. Consultado em 24 de fevereiro de 2024. Cópia arquivada em 20 de março de 2009
9. ↑  «"Monstros vs. Aliens chega em DVD e Blu-ray em 29 de setembro" (Em Ingles)». ComingSoon.net. 8 de julho de 2009. Consultado em 24 de fevereiro de 2024. Cópia arquivada em 13 de agosto de 2009
10. ↑  «"Monsters Vs. Aliens" torna-se o primeiro Blu-Ray 3D" (Em Ingles)». Techland. 6 de janeiro de 2010. Consultado em 24 de fevereiro de 2024
11. ↑  «"Blu-ray 3D de 'Monstros vs. Aliens' chega ao Reino Unido em março - somente da Samsung" (Em Ingles)». 24 de fevereiro de 2010. Consultado em 24 de fevereiro de 2024. Cópia arquivada em 4 de março de 2012
12. ↑  «"Os Blu-rays 3D da Samsung não funcionam?" (Em Ingles)». 8 de março de 2010. Consultado em 24 de fevereiro de 2024. Cópia arquivada em 8 de março de 2010
13. ↑  «"DreamWorks Animation relata resultados financeiros do quarto trimestre e do ano inteiro de 2010" (Conmunicado da empresa)». 24 de fevereiro de 2011. Consultado em 24 de fevereiro de 2024. Cópia arquivada em 31 de outubro de 2019
14. ↑  Chney,, Alexandra (29 de julho de 2014). «"Os ganhos do segundo trimestre da DreamWorks Animation ficam aquém das estimativas, reveladas a investigação da SEC" (Em Ingles)». Variety. Consultado em 24 de fevereiro de 2024. Cópia arquivada em 23 de junho de 2018
15. ↑  «Monsters vs. Aliens». www.rottentomatoes.com. 27 de março de 2009. Consultado em 19 de junho de 2021
16. ↑  «Monsters vs Aliens». Metacritic. Consultado em 19 de junho de 2021
17. ↑  «DreamWorks Animation's profit drops; no sequel for 'Monsters vs. Aliens'». Los Angeles Times (em inglês). 28 de outubro de 2009. Consultado em 16 de maio de 2024